# Dlouhá Loučka (hrad)
Dlouhá Loučka (též Hrádek) je raně středověké hradiště a zaniklý hrad u stejnojmenné vesnice jižně od Moravské Třebové v okrese Svitavy v Pardubickém kraji. Místo bylo osídleno ve dvanáctém století. V průběhu třináctého století na něm Boreš z Rýzmburka založil hrad, který však ještě v témže století zanikl. Dochovaly se z něj terénní pozůstatky, které jsou chráněny jako kulturní památka.

## Historie
První písemná zmínka o hradu zvaném Loučka pochází z roku 1267 a nachází se v listině, kterou na něm vydal Boreš z Rýzmburka pro Klášter Koruna u Krasíkova. Osídlení místa v té době dokládají také nalezené keramické střepy. Hrad zřejmě patřil k oporám Borešových kolonizačních projektů a zanikl během konfliktu mezi Fridrichem ze Šumburka s králem Václavem II.
Část keramiky pochází také ze dvanáctého století, kdy na lokalitě stávalo hradiště. Stopy jeho opevnění však byly zničeny při výstavbě hradu.

## Stavební podoba
Lokalita se nachází na protáhlém výběžku ohraničeném tokem Třebůvky a jejím drobným levostranným přítokem na severním okraji Dlouhé Loučky. Hrad býval dvoudílný. Na severovýchodě se nacházelo rozsáhlé předhradí dlouhé 102 metrů a široké 42–66 metrů. Nedochovaly se na něm žádné stopy zástavby. Z opevnění zůstal pouze příkop na severozápadní straně , jehož šířka dosahuje dvanácti metrů. Na jihovýchodě jsou v terénu patrné relikty valu, které mohou být posledními stopami obranné linie, kterou postupně zničila voda rozvodněné Třebůvky.
Na předhradí navazuje lichoběžníkové hradní jádro s největšími rozměry 78 × 57 metrů. Jeho opevnění tvoří vnější val a obvodový příkop široký čtrnáct až osmnáct metrů a až šest metrů hluboký. Ani v jádře nejsou patrné žádné pozůstatky budov.